# Мёртвые головы
Мёртвые головы (лат. Acherontia) — род бабочек из семейства бражников (Sphingidae).

## Общая характеристика
Крупные бабочки с размахом крыльев 105—135 мм. Отличительной особенностью представителей рода является грудь с рисунком, напоминающим собою человеческий череп.
Вариабельность окраски передних крыльев — ясности и интенсивности, наличия тёмных полос. Задние крылья охряно-жёлтые с двумя чёрными поперечными полосами.
Брюшко жёлтое с чёрными кольцами; вдоль которых идет широкая синевато-серая полоса. Хоботок короткий.

## Виды
Род включает в себя 3 вида:

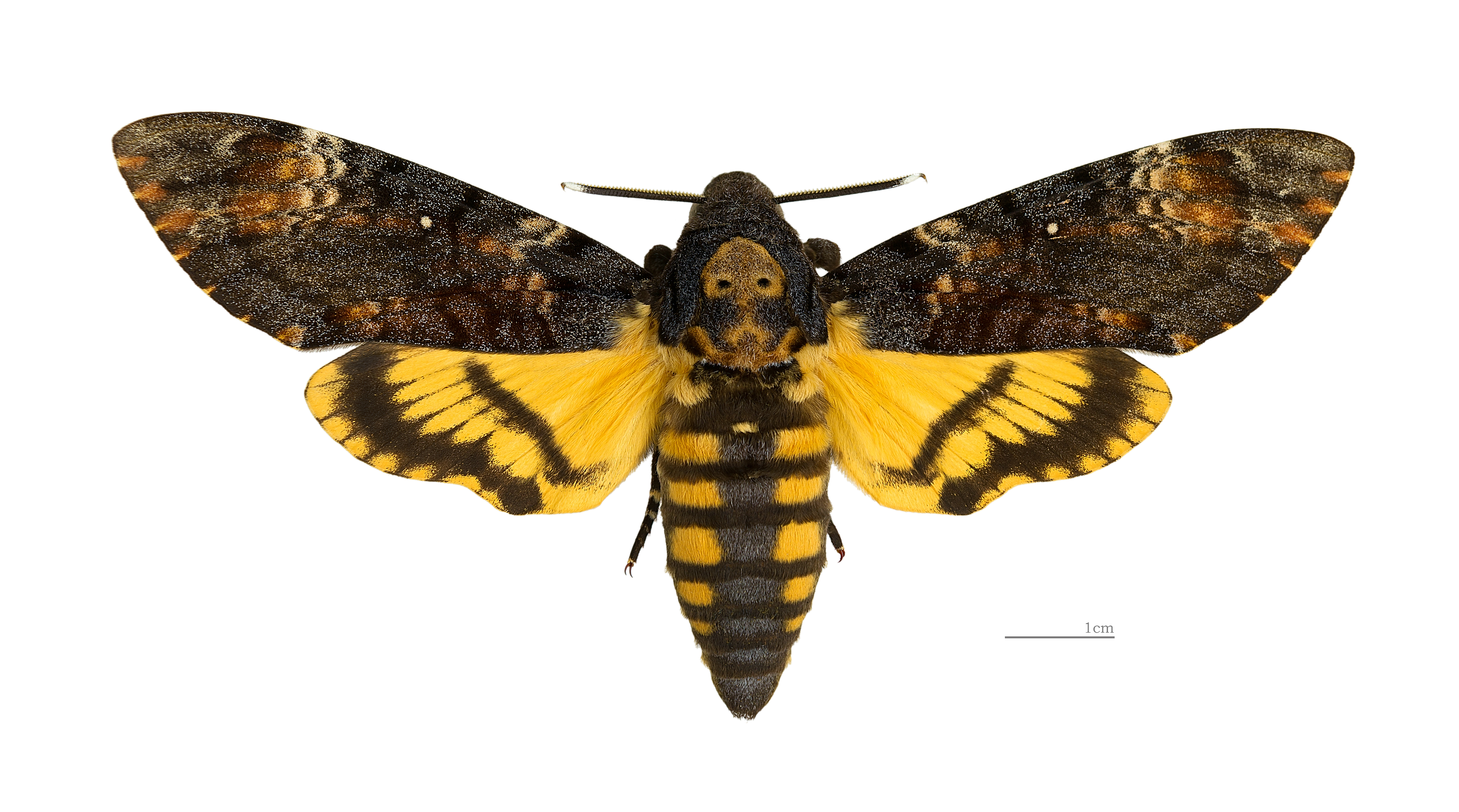
Acherontia atropos
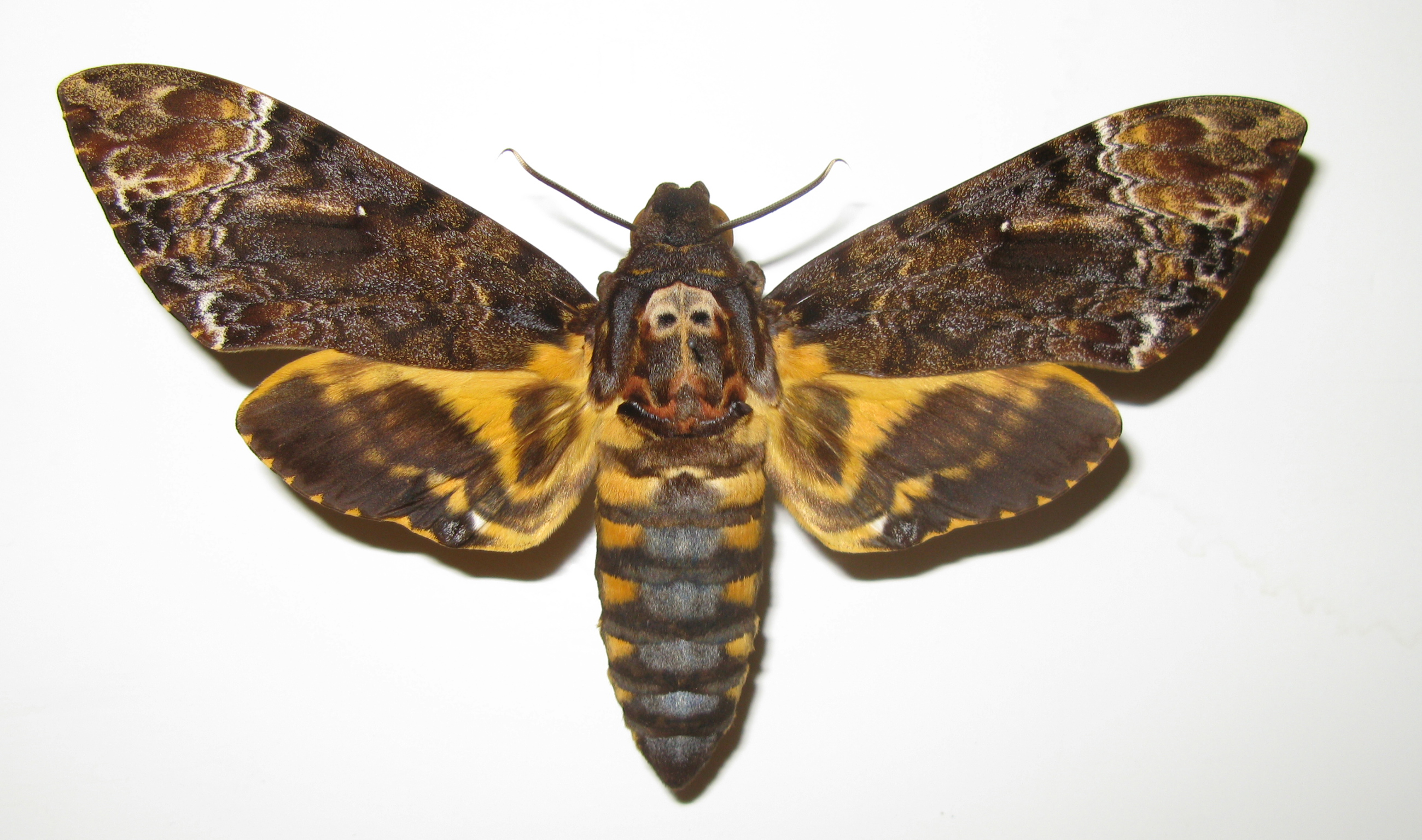
Acherontia styx - Acherontia styx medusa
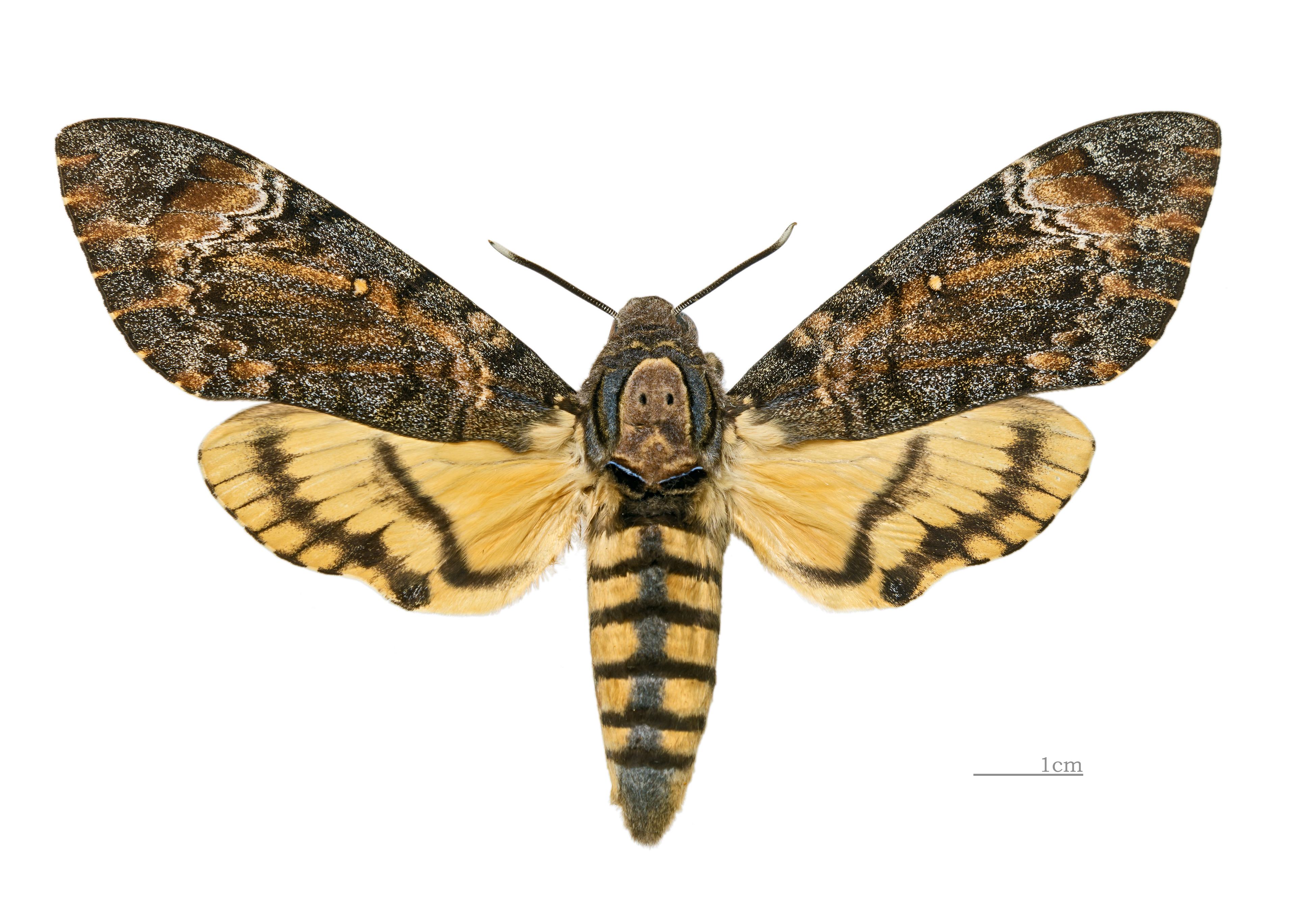
Acherontia lachesis

- Acherontia atropos
- Acherontia lachesis
- Acherontia styx

## Филогения и систематика
Первое научное описание бражника мёртвая голова было сделано Карлом Линнеем в его труде «Systema naturæ», под названием Sphinx atropos. Позднее, в 1809 году, немецкий энтомолог Jakob Heinrich Laspeyres перенёс бабочку в созданный им род Acherontia.
Род Acherontia выделяют в трибу Acherontiini (Boisduval, 1875). Родство между видами в пределах трибы полностью не исследовано, тем не менее, род Acherontia наиболее родственен с родом Coelonia, вместе с которым он и образует данную родственную группу. При этом 3 вида рода Acherontia морфологически чётко отграничены от рода Coelonia.

## Ареал
Acherontia atropos — Южная, отчасти и центральная Европа, Азорские острова, Африка, Мадагаскар, Ближний Восток, Сирия, Турция, Северный Иран.
Acherontia styx — Саудовская Аравия, Восточная Индия, Восточный Оман.
Acherontia lachesis — Япония (острова Хонсю, Сикоку, Кюсю, Цусима), полуостров Корея, Китай, Тайвань, Индия, Вьетнам, Шри-Ланка, Малайзия, Индонезия, Филиппины, Непал. Очень редко встречается в пределах России — на юге Приморья, в Хасанском районе.

## Размножение
Гусеницы кормятся на растениях семейства Паслёновые, Вербеновые, Маслиновые, Бигнониевые.

## В культуре

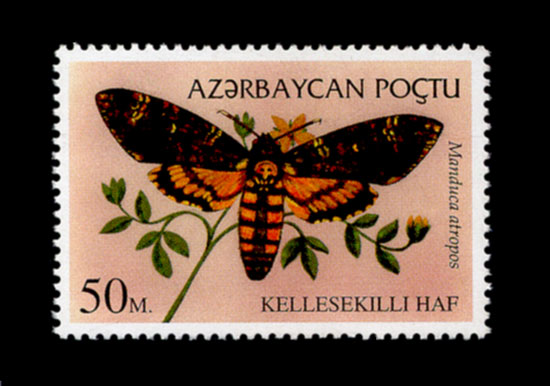
Почтовая марка с изображением мёртвой головы. Азербайджан.

- С мрачным рисунком в виде черепа на спинке представителей рода связано немало легенд — по поверью, эта бабочка была предвестником несчастий, смерти, войн и эпидемий[3]. Так, эпидемию 1733 года народ приписывал появлению этой бабочки. В Иль-де-Франс до сих пор верят, что чешуйка с крыльев этой бабочки, попав в глаз, причиняет слепоту и возможную скорую гибель[4].
- В кинематографе этот вид бабочек впервые появился в фильме Луиса Буньюэля и Сальвадора Дали — Андалузский пёс — как один из символов.
- Определённую роль играет мёртвая голова в фильме режиссёра Джонатана Демми «Молчание ягнят», снятом по мотивам одноимённого романа Т. Харриса. Маньяк-убийца кладёт куколку этой бабочки в рот своим жертвам. Для преступника они были символом перерождения — он хотел превратиться в женщину, как куколка в бабочку. В оригинальном романе преступник использовал куколок вида Acherontia styx, но в киноверсии романа фигурируют куколки бражника мёртвая голова.
- Мимо образа этой бабочки не прошли писатели, в том числе и американский писатель Эдгар По. Прекрасная и жутковатая бабочка описана им в рассказе «Сфинкс». Бабочка ползала по паутине на окне, а герою рассказа казалось, что существо двигается по далёким склонам холмов.
- Вымышленный гигантский вид бабочки из данного рода также упоминается в фантастическом рассказе Александра Беляева «Мёртвая голова».